# کریدل آو فیلث
کرِیدل آو فیلث (به انگلیسی: Cradle of Filth) یک گروه سیمفونیک بلک متال انگلیسی است که در سال ۱۹۹۱ پایه‌گذاری شد و در سال ۱۹۹۲ با انتشار آلبوم دموی طلب کردن آلودگی فعالیتش را آغاز کرد. اعضای بنیان‌گذار گروه دنی فیلث (آواز)، پال رایان (گیتار)، بنجمین رایان (کیبورد)، جان ریچارد (باس) و دارن وایت (درامز) بودند. عبارت «کریدل آو فیلث» به معنای گهوارهٔ پلیدی است.
موسیقی آن‌ها ریشه در بلک متالی دارد که با گوتیک، سیمفونیک بلک و دیگر سبک‌های اکستریم متال درهم آمیخته‌است. تم اشعار و تشبیه‌های ادبی ترانه‌های کریدل آو فیلث تأثیر عمیقی از ادبیات گوتیک، اسطوره‌شناسی و فیلم‌های ژانر وحشت گرفته‌است.
در شمارهٔ دسامبر ۲۰۰۶ نشریهٔ متال همر، کریدل آو فیلث پس از آیرن میدن موفق‌ترین گروه هوی متال بریتانیایی اعلام شد.

## اعضا
- دنی فیلث: آواز (۱۹۹۱ تاکنون)
- پال الندر: گیتار الکتریک (۱۹۹۳ تا ۱۹۹۶–۲۰۰۰ تاکنون)
- دیو پی‌باس: گیتار بیس (۲۰۰۲ تاکنون)
- مارتین اسکاروپکا: درامز (۲۰۰۶ تاکنون)
- بنجمین رایان: کیبورد (۱۹۹۱ تا ۱۹۹۳)
- پال رایان: گیتار الکتریک (۱۹۹۱ تا ۱۹۹۳)

## آلبوم‌های استودیویی
| نام آلبوم                                | معنی نام           | سال انتشار |
| ---------------------------------------- | ------------------ | ---------- |
| ۱. The Principle of Evil Made Flesh      |                    | ۱۹۹۴       |
| ۲. Dusk... and Her Embrace               | غروب... و آغوش او  | ۱۹۹۶       |
| ۳. Cruelty and the Beast                 | دیو و سنگدل        | ۱۹۹۸       |
| ۴. Midian                                | مدین               | ۲۰۰۰       |
| ۵. Damnation and a Day                   | نفرین‌شدگی و یک روز | ۲۰۰۳       |
| ۶. Nymphetamine                          | نیمفتامین          | ۲۰۰۴       |
| ۷. Thornography                          | خارنگاری           | ۲۰۰۶       |
| ۸. Godspeed on the Devil's Thunder       |                    | ۲۰۰۸       |
| ۹. Darkly, Darkly, Venus Aversa          |                    | ۲۰۱۰       |
| ۱۰. The Manticore and Other Horrors      |                    | ۲۰۱۲       |
| Hammer of the Witches                    |                    |            |
| Cryptoriana – The Seductiveness of Decay |                    |            |
| Existence Is Futile                      |                    |            |
| The Screaming of the Valkyries           |                    |            |